# 提乌德里克二世
提乌德里克二世（法語：Thierry II；德语：Theuderich II；西班牙语：Teoderico II，587年—613年），595年3月28日—612年5月在位的勃艮第国王，在612年5月提乌德贝尔特二世死后继位为奥斯特拉西亚国王。奧斯特拉西亞及勃艮第國王希爾德貝爾特二世與妻子法伊洛贝（Faileube）的次子、奧斯特拉西亞國王提烏德貝爾特二世之弟弟。

## 生平

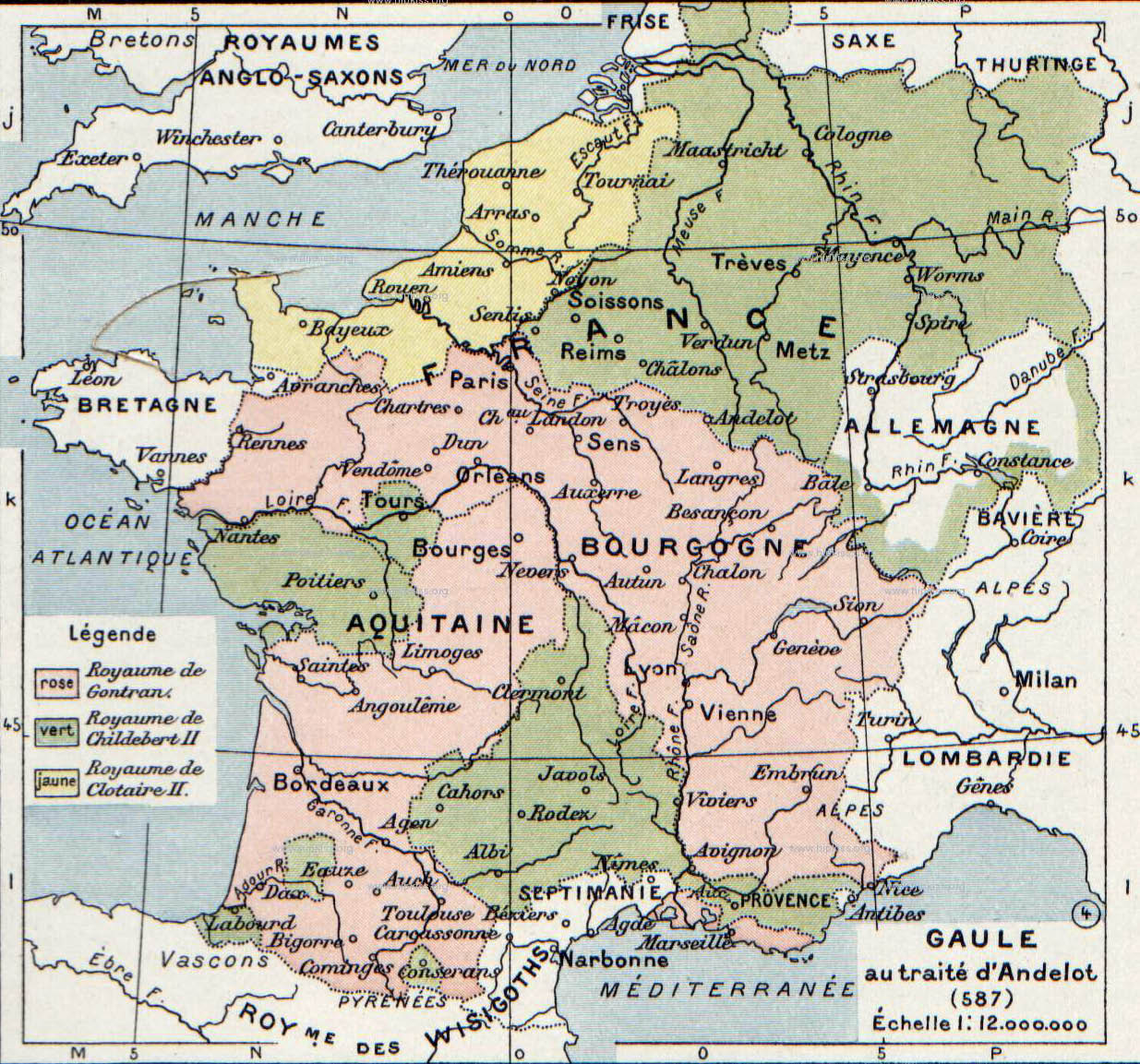
587年的高盧地圖

提烏德貝爾特二世出生於587年。595年，父親希爾德貝爾特二世被毒殺，兄長提烏德貝爾特二世繼承奧斯特拉西亞王國，统治蘭斯及梅茨，而提烏德里克二世繼承父親從他的伯父貢特拉姆繼承的勃艮第王國。由於兩人皆年幼，由祖母布倫希爾德再度攝政。
596年，紐斯特里亞國王克洛泰爾二世與他的母親芙蕾德貢德違反協議奪取共治的巴黎，其後身為兒子攝政的芙蕾德貢德更派遣軍隊入侵拉福，打敗提烏德貝爾特二世及提烏德里克二世的軍隊。
599年，提烏德貝爾特二世放逐祖母布倫希爾德至香檳的奧布河畔阿爾西，幸好遇上一名農民將她送至提烏德里克二世的國土。提烏德里克二世歡迎她，並在她的影響之下與提烏德貝爾特二世進行復仇戰爭。不久，提烏德貝爾特二世便向他的兄長發動戰爭，他在桑斯打敗提烏德貝爾特二世，但是當克洛泰爾二世令他們兩兄弟不安促使二人聯手對抗克洛泰爾二世。他們恢復對紐斯特里亞的戰爭，並於600年在蒙特羅附近擊敗了克洛泰爾二世。塞納河與瓦茲河之間的土地被他們兩兄弟平分，提烏德里克二世接收塞納河與羅亞爾河之間的領土，包括近布列塔尼的邊界地區。他們二人亦同盟攻打加斯科涅，他們征服當地的居民，並將Genialis推舉為公爵。
可惜，兩兄弟很快又再次決裂，提烏德里克二世在埃唐普打敗提兄長烏德貝爾特二世。604年，克洛泰爾二世與兒子墨洛維入侵勃艮第王國，提烏德里克二世於埃唐普與墨洛維及紐斯特里亞宮相兰德里克會戰，但是提烏德貝爾特二世不肯出兵相助。雖然提烏德里克二世戰勝，但是他的宮相贝托阿尔德卻戰死。610年，提烏德貝爾特二世入侵勃艮第王國，佔領了亞爾薩斯、圖爾高及香檳等地。這時，提烏德里克二世立定決心攻打提烏德貝爾特二世，他先於611年在圖勒擊潰奧斯特拉西亞軍隊，其後於612年在曲爾皮希再次获胜，提烏德貝爾特二世被俘虜，囚於修道院。據說，美茵茨主教卢德加斯特曾為提烏德貝爾特二世請求免死，可是布倫希爾德仍將提烏德貝爾特二世及其子墨洛維殺死。提烏德里克二世再次統一了父親統治的王國。

## 死亡
可惜提烏德里克二世的统治很短暂。翌年（613年）在梅斯死于中毒或痢疾，只留下他的王国給長子西吉貝爾特二世。他當時正準備與紐斯特里亞王國開戰，所以不排除是被克洛泰爾二世謀殺。
同年，因為西吉貝爾特二世的即位及布倫希爾德再度攝政令朝野上下惶恐，奧斯特拉西亞宮相瓦纳查尔二世、勃艮第宮相拉多、奧斯特拉西亞總督蘭登丕平與梅斯主教阿努爾夫一道，與克洛泰爾二世合謀。在埃納之戰中，奧斯特拉西亞與勃艮第的貴族對被圍攻的王軍坐視不理，祖孫二人只得倉皇撤退。最終在前往凱爾特部落求援的路上被克洛泰爾二世的軍隊攔截捕獲，幼主與王弟克朗恩雙雙被殺。
提烏德里克二世的乾兒子墨洛维，虽然逃脱了一死，但他也不得不逃到一个叫哥伦拜恩的修道院里度过餘生。随后法兰克王国被克洛泰爾二世统一了。

## 配偶与子女
提烏德里克二世於606年在索恩河畔沙隆與西班牙的西哥特國王維特里克的女兒埃门贝格结婚，但607年，因為提烏德貝爾特二世、克洛泰爾二世、維特里克及倫巴底國王阿吉卢尔夫結盟對抗提烏德里克二世，提烏德里克二世將厄門伯格送回西哥特王國。二人並沒有誕下子女，所以沒有嫡子繼承王位。
四名庶出的子女中，長子西吉貝爾特二世在曾祖母布倫希爾德立为继承人。
1. 西吉貝爾特二世 (601年–613年)，繼承奧斯特拉西亞及勃艮第王國。
2. 希爾德貝爾特 (602年–？)
3. 克朗恩 (603年–613年)，與兄長西吉貝爾特二世一同被殺。
4. 墨洛维 (604年–？)，提烏德里克二世乾兒子